# Un dollar entre les dents
Série L'Étranger
Un homme, un cheval et un pistolet
(1967)
Pour plus de détails, voir Fiche technique et Distribution.
Un dollar entre les dents (Un dollaro tra i denti) est un western spaghetti italo-britannique réalisé par Luigi Vanzi, sorti en 1967.
C'est le premier épisode de la tétralogie de l'Étranger, suivi par Un homme, un cheval et un pistolet, Le Cavalier et le Samouraï et Pendez-le par les pieds.

## Synopsis
Un détachement de la cavalerie des États-Unis convoie un coffre plein d’or destiné au gouvernement mexicain dans un village abandonné. Le bandit Aguilar prend la place de l’officier chargé de le réceptionner et, aidé par un étranger solitaire sorti de nulle part, s’empare du trésor. Mais lorsque ce dernier demande sa part du butin, les hommes d'Aguilar le frappent et l'abandonnent. Trahi et humilié, il est déterminé à se venger. Il suit pas à pas les hommes d'Aguilar, prêt à tout pour les éliminer un par un et récupérer le trésor.

## Fiche technique
- Titre original : Un dollaro tra i denti
- Titre français : Un dollar entre les dents
- Réalisation : Luigi Vanzi
- Scénario : Warren Garfield et Giuseppe Mangione (crédité comme John Mangione)
- Montage : Maurizio Lucidi
- Musique : Benedetto Ghiglia
- Photographie : Marcello Masciocchi
- Production : Allen Klein, Roberto Infascelli et Massimo Gualdi
- Société de production : Primex Italiana et Taka Production Inc.
- Société de distribution : Titanus
- Pays d'origine :  Italie,  Royaume-Uni
- Langue originale : anglais
- Format : couleur
- Genre : western spaghetti
- Durée : 86 minutes
- Dates de sortie : 
  - Royaume-Uni : 13 janvier 1967
  - France : 2 août 1967[1]

## Distribution
- Tony Anthony : l'étranger
- Frank Wolff : Aguilar
- Jolanda Modio : Chica
- Raf Baldassarre : Corgo
- Aldo Berti : Marinero
- Lars Bloch : capitaine George Stafford
- Enrico Capoleoni
- Arturo Corso
- Antonio Marsina : un homme de main d'Aguilar
- Salvatore Puntillo : le prêtre
- Fortunato Arena : capitaine Cordoba
- Rossella Bergamonti : une femme du village
- Ugo Carboni
- Giovanni Ivan Scratuglia : un homme de main d'Aguilar (crédité comme Ivan Scratt)
- Gia Sandri : Maruka

## Autour du film
- Le film reprend de nombreux éléments du film Pour une poignée de dollars (1964), de Sergio Leone. Le personnage interprété par Tony Anthony présente plusieurs ressemblances physiques et vestimentaires avec l'Homme sans nom de Clint Eastwood, comme le poncho. Sa mentalité se rapproche également du héros de Et pour quelques dollars de plus (1965). Tout comme le Manchot de ce dernier film, Tony Anthony, attiré par l'argent, dresse à deux reprises la liste des primes qu'il pourrait toucher en neutralisant la bande d'Aguilar. Il fait pourtant preuve d'altruisme, voire de justice en tentant de protéger une femme et son bébé des bandits. Ces opposants font eux aussi penser à la bande des Rojo dans Pour une poignée de dollars ; Frank Wolff, avait d'ailleurs refusé trois ans plus tôt le rôle de Ramón Rojo, finalement interprété par Gian Maria Volonté. La présence de la mitrailleuse d'Aguilar y fait aussi allusion. Le lynchage et passage à tabac du héros est aussi un élément important des deux premiers opus de la Trilogie du dollar de Sergio Leone. Le duel final a vraisemblablement lui aussi été très inspiré par celui de Pour une poignée de dollars. L'étranger rendu invulnérable grâce au wagonnet derrière lequel il se cache rappelle Clint Eastwood protégé par une plaque en métal dissimulée sous son poncho. Tout comme la pratique consistant à remonter ses armes le plus vite possible pour abattre son adversaire, cette fois avec un fusil et une mitrailleuse. Le simple décor du film, un petit village mexicain, évoque la ville théâtre des rivalités entre les Baxter et les Rojo, où "soit on devient riche soit on se fait tuer"...
- L'arme de Tony Athony dans le film est un fusil à double canon.